# Luigi Preti

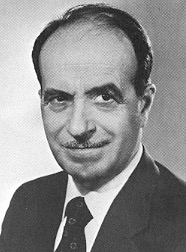
Luigi Preti

Luigi Preti (* 23. Oktober 1914 in Ferrara, Provinz Ferrara; † 19. Januar 2009) war ein italienischer Politiker der Partito Socialista Italiano (PSI), der Partito Socialista dei Lavoratori Italiani (PSLI) sowie zuletzt der Partito Socialista Democratico Italiano (PSDI), der zwischen 1948 und 1987 Mitglied der Abgeordnetenkammer (Camera dei deputati) war. Er bekleidete mehrere Ministerämter in verschiedenen Regierungen und war unter anderem von 1958 bis 1959, zwischen 1966 und 1968 sowie erneut von 1970 bis 1972 Finanzminister Italiens.

## Leben

### Rechtsanwalt, Mitglied der Abgeordnetenkammer und Unterstaatssekretär
Preti absolvierte nach dem Schulbesuch ein Studium der Rechtswissenschaften an der Universität Ferrara und war danach als Rechtsanwalt, Dozent für öffentliches Recht an der Universität Ferrara sowie als Journalist tätig. Nach Ende des Zweiten Weltkrieges wurde er nach den Wahlen vom 2. Juni 1946 für die Partito Socialista Italiano (PSI) am 25. Juni 1946 Mitglied der Verfassunggebenden Nationalversammlung (Assemblea Costituente). Am 3. Februar 1947 wechselte er zur Partito Socialista dei Lavoratori Italiani (PSLI) und fungierte als stellvertretender Sekretär von deren Fraktion.
Bei den Wahlen vom 18. April 1948 wurde Preti für die PSLI erstmals Mitglied der Abgeordnetenkammer (Camera dei deputati), der er bis zu den Wahlen am 14. Juni 1987 angehörte. In der ersten Legislaturperiode war er von Juni 1948 bis Juli 1949 Mitglied des Ausschusses für Unterricht und schöne Künste sowie zwischen Juni 1948 und Juni 1953 Mitglied des Ausschusses für Arbeit, Auswanderung, Zusammenarbeit, soziale Vorsorge und Unterstützung, Nachkriegsunterstützung, Hygiene und öffentliche Gesundheit. Während der zweiten Legislaturperiode gehörte er von Juli 1953 bis März 1954 dem Ausschuss für Finanzen und Schatz als Mitglied an. Am 11. Dezember 1954 übernahm er im Kabinett Scelba sein erstes Regierungsamt, und zwar als Unterstaatssekretär im Schatzministerium mit der Verantwortung für Kriegsrenten (Sottosegretario di Stato al Tesoro con delega per le Pensioni di Guerra). Diese Funktion bekleidete er auch im darauf folgenden ersten Kabinett Segni bis zum 19. Mai 1957.

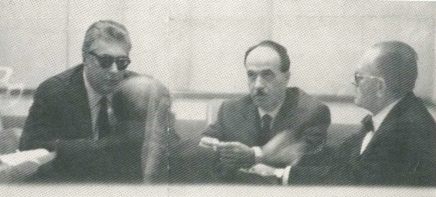
Luigi Preti (Mitte) mit dem Schriftsteller Luigi Silori (links) und dem Journalisten Alberto Sensini (1968)

### Minister
In der dritten und zu Beginn der vierten Legislaturperiode war er zwischen Juni 1958 und Januar 1964 abermals Mitglied des Ausschusses für Finanzen und Schatz. Am 1. Juli 1958 wurde Preti von Ministerpräsident Amintore Fanfani in dessen zweites Kabinett als Finanzminister (Ministro delle Finanze) erstmals in ein Ministeramt berufen und übte dieses Ministeramt bis zum 15. Februar 1959 aus. Im vierten Kabinett Fanfani bekleidete er zwischen dem 21. Februar 1962 und dem 21. Juni 1963 das Amt des Außenhandelsministers (Ministro del Commercio con l’Estero). Er war im ersten Kabinett Moro vom 4. Dezember 1963 bis zum 22. Juli 1964 Minister ohne Geschäftsbereich mit der Verantwortung für die Reform der öffentlichen Verwaltung (Ministro senza Portafoglio con delega per la Riforma della Publica Amministrazione).
Für sein Buch Giovinezza, giovinezza wurde Preti 1965 mit dem Premio Bancarella ausgezeichnet. Im dritten Kabinett Moro bekleidete er vom 23. Februar 1966 bis zum 24. Juni 1968 erneut das Amt des Finanzministers.
Dem Ausschuss für Finanzen und Schatz gehörte er von Juli 1968 und September 1969 erneut als Mitglied an. Im ersten Kabinett Rumor fungierte er zwischen dem 12. Dezember 1968 und dem 5. August 1969 als Haushaltsminister (Ministro del Bilancio). In der fünften Legislaturperiode war er zwischen September 1969 und Mai 1972 Mitglied des Ausschusses für Verfassungsangelegenheiten, Staatsorganisation, Regionen und allgemeine Ordnung des öffentlichen Dienstes. Das Amt des Finanzministers bekleidete Preti auch im dritten Kabinett sowie im Kabinett Colombo vom 27. März 1970 bis zum 17. Februar 1972.
In der sechsten Legislaturperiode war er zwischen Mai 1972 und September 1973 Mitglied des Ausschusses für Haushalt, Programme und staatliche Beteiligungen und von Juli 1972 bis Juli 1973 Vorsitzender dieses Ausschusses. Des Weiteren war er zwischen Oktober 1972 und Juli 1976 Vertreter in der Parlamentarischen Versammlung des Europarates. Er gehörte ferner von September 1973 bis Juli 1976 dem Justizausschuss an. Im vierten und fünften Kabinett Rumor fungierte er vom 7. Juli 1973 bis zum 14. August 1974 zunächst als Minister für Transport und Zivilluftfahrt (Ministro dei Trasporti e dell’Aviazione civile) sowie zuletzt zwischen dem 14. August und dem 23. November 1974 als Transportminister (Ministro dei Trasporti). In der siebten Legislaturperiode war er zwischen Juli 1976 und Oktober 1978 erneut Mitglied des Ausschusses für Verfassungsangelegenheiten, Staatsorganisation, Regionen und allgemeine Ordnung des öffentlichen Dienstes.

### Vorsitzender der PSDI-Fraktion und Vizepräsident der Abgeordnetenkammer
Während der siebten Legislaturperiode war Preti zudem vom 15. Juli 1976 bis zum 20. Juni 1979 Vorsitzender der PSDI-Fraktion in der Abgeordnetenkammer. Darüber hinaus war er zwischen Oktober 1978 und Juni 1979 erneut Mitglied des Ausschusses für Unterricht und schöne Künste sowie von November 1978 bis Juni 1979 Vorsitzender dieses Ausschusses. Er fungierte im fünften Kabinett Andreotti sowie im ersten Kabinett Cossiga vom 20. März 1979 bis zum 4. April 1980 abermals als Transportminister. Daneben bekleidete er im fünften Kabinett Andreotti zwischen dem 20. März und dem 4. August 1979 auch das Amt des Ministers für die Handelsmarine (Ministro della Marina Mercantile).
Während der achten Legislaturperiode war Preti zwischen Juli 1979 und Juli 1983 wiederum Mitglied des Ausschusses für Verfassungsangelegenheiten, Staatsorganisation, Regionen und allgemeine Ordnung des öffentlichen Dienstes. Ferner war er von November 1980 und Juli 1981 wieder Mitglied des Ausschusses für Unterricht und schöne Künste. Darüber hinaus war er vom 17. Dezember 1980 bis zum 11. Juli 1983 Vizepräsident der Abgeordnetenkammer.
Zuletzt war Preti während der neunten Legislaturperiode zwischen Juli 1983 und Juli 1987 Mitglied sowie zugleich von August 1983 bis Juli 1987 Vorsitzender des Ausschusses für Angelegenheiten des Ministerpräsidenten, Inneres, Religion und Körperschaften des öffentlichen Rechts.

## Veröffentlichung
- 1965: Giovinezza, giovinezza, ausgezeichnet 1965 mit dem Premio Bancarella